# 古代羅馬的領養制度
在古代罗马，领养男孩是很常見的事，尤其在上层社会元老院阶层中。
罗马人普遍认为一个家庭至少要有一个男孩，因为家族需要一个男性继承人，但孩子又不能太多，原因是养育孩子的花费太高。此時，领养就成了解决方法。它还能密切家族间的关系，培养巩固他们的联盟。
在帝国时期，这个制度也成为保证帝位顺利交班的手段：皇帝把他选定的继承人收养为子。

## 起因
罗马是由有权势的家族统治。每个元老的责任是生育孩子来继承他们的产业、家族姓氏和政治传统。大家庭是奢侈的，女儿们要丰厚的嫁妆，儿子进入仕途（cursus honorum）也要花钱。一个家庭的政治地位越高，钱也花得越多。所以，罗马的門閥望族通常會計畫生育，避免超过三个小孩。
首席元老 阿庇烏斯·克勞狄·普爾喀（生活在公元前1世纪）有六个孩子，在当时被认为是政治自杀。有时，孩子过少也不是好的选择。婴儿会早夭，男性诞生太少都是致命的。对那些多子或无后的家庭，领养是救命之方。即使像盧基烏·艾米留·保盧斯这样富裕的人也毫不犹豫把他最大的两个孩子过继给别人：一个给了西庇阿家族（这孩子就是小西庇阿，第三次布匿战争的胜利者），另一个给了费边。

## 实施
据罗马法，转让孩子由他人领养是家父（pater familias）一种法定权利。被领养的孩子通常是最长的，健康和能力都合格。领养是无子家庭一项昂贵的投入，品質必须有保证。大部分有领养协议的家庭地位相近，常常是政治联盟或者有血亲上的联系。一个被贵族收养的平民会成为贵族，反之亦然；然而，至少在共和国时期，这需要元老院同意（如 Publius Clodius Pulcher 的著名案例）。领养需要花笔钱，男孩使用他养父的名字，再加上一个指明他本来家族的 cognomen。领养不是件隐秘的事，也不被认为可耻，被领养的孩子也不必和他原来的家族断绝关系。就像一个婚约，领养是加强家族间联系和政治联盟的方法。被领养的孩子通常同时享有原家族和现家族的好处。几乎所有的罗马豪门都领养孩子和把孩子过继给其他家族。
共和国时期最著名的被领养者是屋大维。他本名 Gaius Octavius，被過繼給尤利乌斯·恺撒，得名Gaius Julius Caesar Octavianus。罗马人还可以收养比他年长的人，如 Clodius，他姐姐 Clodia 也是一个著名的被领养的女性。
临死的人把孩子留给他人监护也是种常见的不正式的领养。监护人对被监护人于是也有了家父的权利。如独裁者苏拉把孩子托孤 Lucullus；奥古斯都亦抚养马克·安东尼的孩子。

## 帝位继承
在帝国时期，领养是和平移交国家政权的一种方式。在二世纪，除了最后的馬爾庫斯·奧列里烏斯，五贤帝都是领养家族外的一位贤才作为继承者；圖拉真和哈德良这样的贤帝都是通过这种制度成为皇帝的。领养在罗马帝国被证明是比自然继承更灵活和有效的帝位继承方式。它保证未来的统治者有才华，有能力，军权在握。相反，馬爾庫斯·奧列里烏斯的继承者，他的亲生儿子康茂德就不是个称职的皇帝。他的统治是罗马帝国的转折点，之后帝国就慢慢衰落了。 